# Ulmaridae
Ulmaridae é uma família de medusas da ordem Semaeostomeae.

## Géneros
- Aurelia Lamarck, 1816
- Aurosa Haeckel, 1880
- Deepstaria Russell, 1967
- Diplulmaris Maas, 1908
- Discomedusa Claus, 1877
- Floresca Haeckel, 1880
- Parumbrosa Kishinouye, 1910
- Phacellophora Brandt, 1835
- Poralia Vanhöffen, 1902
- Sthenonia Eschscholtz, 1829
- Stygiomedusa Russell, 1959
- Tiburonia Matsumoto, 2003
- Ulmaris Haeckel, 1880
- Undosa Haeckel, 1880